# Type A1 (lớp tàu ngầm)
Tàu ngầm Loại A1 (巡潜甲型潜水艦 Junsen kō-gata sensuikan, "Tàu ngầm tuần dương loại A(kō)"), còn được gọi là Tàu ngầm lớp I-9 (伊九型潜水艦 I-kyū-gata sensuikan) là một lớp tàu ngầm tuần dương mang máy bay của Hải quân Đế quốc Nhật Bản vào thập niên 1930. Tổng cộng ba tàu thuộc lớp này được hoàn thành và cả ba đều bị đánh chìm trong cuộc Chiến tranh Thái Bình Dương.

## Thiết kế và miêu tả
Loại A1 về căn bản là phiên bản nâng cấp của Loại J3 tiền nhiệm với tầm hoạt động xa hơn và cơ sở hạ tầng cho máy bay tốt hơn. Khác với các tàu trước, chúng còn được trang bị thêm nhiều hệ thống liên lạc để có thể thực hiện vai trò kỳ hạm của đội tàu. Lớp có trọng tải choán nước 2966 tấn khi nổi và 4195 tấn khi chìm. Chiều dài tổng thể của lớp là 113,7m, bề ngang 9,5m và đáy cao 5,3m. Chúng có thể lặn xuống tới độ sâu 100m.
Khi đang chạy trên mặt nước, tàu sử dụng hai động cơ Diesel 6.200 mã lực phanh (4.623 kW) với mỗi động cơ quay một trục khuỷu. Khi tàu lặn, mỗi trục được qua bởi một mô tơ điện 1.200 mã lực (895 kW). Chúng có tốc độ tối đa 19 hải lý trên giờ (35 km/h) ở trên mặt nước và 8,25 hải lý trên giờ (15,28 km/h) ở dưới nước. Loại A1 có tầm hoạt động tối đa 16.000 hải lý (30.000 km) ở trên mặt nước khi chạy ở vận tốc 16 kn (30 km/h). Khi lặn, tầm hoạt động giảm xuống còn 90 hải lý (170 km) ở tốc độ 3 kn (5,6 km/h).
Về mặt vũ khí, Loại A1 được trang bị sáu ống phóng lôi 533mm tích hợp vào mũi tàu và có mang theo tối đa 18 ngư lôi Loại 95. Ngoài ra, chúng còn được gắn một khẩu pháo 14cm/40 loại năm thứ 11 trên boong và pháo phòng không 25mm Loại 96 trên hai bệ đôi gắn trên đài quan sát.
Khác với loại J3, khoang chứa máy bay được tích hợp thẳng vào đài quan sát và hướng về mũi tàu. Việc đảo vị trí súng và bộ phóng là để tàu có thể sử dụng quán tính di chuyển của tàu để tăng tốc độ phóng máy bay. Khoang máy bay được nối trực tiếp với khoang áp suất trong thân tàu cho phép thủy thủ duy chuyển giữa hai khoang mà không phải bước ra ngoài thân tàu. Thủy phi cơ được chứa ở trạng thái gập cánh.

## Các tàu trong lớp
- I-9 bị đánh chìm bởi tàu khu trục Mỹ USS Frazier ở quần đảo Aleutian vào ngày 11 tháng 6 năm 1943.
- I-10 bị đánh chìm bởi tàu khu trục Mỹ USS David W. Taylor và tàu khu trục hộ tống USS Riddle ở phía đông đảo Saipan và ngày 4 tháng 7 năm 1944
- I-11 bị đánh chìm bởi tàu khu trục Mỹ USS Nicholson ở quần đảo Gilbert vào ngày 17 tháng 2 năm 1944.

Thêm hai tàu nữa được đặt vào trương trình bổ sung hạm đội năm 1942 nhưng sau đó bị hủy.